# Herminia vanica
Herminia vanica är en fjärilsart som beskrevs av Heinrich Benno Möschler 1880. Herminia vanica ingår i släktet Herminia och familjen nattflyn. Inga underarter finns listade i Catalogue of Life.